# Gustavo Dalto
Gustavo Dalto (Pando, 16 marzo 1963) è un ex calciatore uruguaiano, di ruolo centrocampista.

## Carriera

### Club
Ha giocato nella massima serie del campionato uruguaiano  e colombiano, mentre in Spagna ha giocato nella seconda serie.

### Nazionale
Dal 1985 al 1989 ha giocato 12 partite con la nazionale uruguaiana, vincendo la Copa América 1987.

## Palmarès

### Club
- Liguilla Pre-Libertadores de América: 1

Danubio: 1983
- Campionato uruguaiano: 1

Danubio: 1988
- Torneo Competencia: 1

Danubio: 1988

### Nazionale
- Coppa America: 1

1987